# Religio Laici

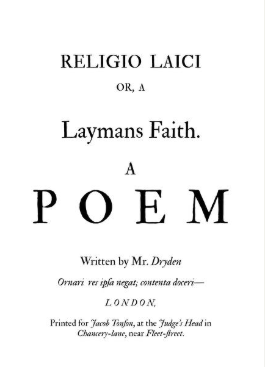
Page de couverture de Religio Laici par John Dryden

Religio Laici est un poème écrit par l'auteur anglais John Dryden en 1682. Tout comme Absalon et Achitophel, l'objet de ce texte est de proclamer la suprématie de l'Église d'Angleterre sur toute autre religion, en particulier le catholicisme romain. Cette prise de position de la part de Dryden, destinée avant tout à complaire au roi Charles II d'Angleterre, apparaît relativement opportuniste : l'époque, ponctuée par plusieurs Test Acts discriminatoires, était en effet très défavorable aux catholiques. Dès l'avènement au trône de Jacques II d'Angleterre, un roi ouvertement converti à la foi catholique, Dryden s'empressa de se convertir lui-même et de célébrer l'Église de Rome dans La Biche et la Panthère. Cette volte-face fut raillée par de nombreux autres auteurs, dont Robert Gould ou Charles Sackville, 6e comte de Dorset.
Sur le fond, Religio Laici est un texte profondément théologique abordant plusieurs débats importants de l'époque : Dryden expose puis rejette les arguments du déisme, mettant en valeur la supériorité de la foi monothéiste anglicane sur les anciens systèmes religieux ou philosophiques du monde antique. L'auteur défend par ailleurs l'infaillibilité de la tradition.